# Vatebo
Vatebo är en by i By socken i Avesta kommun i sydöstra delen av Dalarna. Byn ligger där vattendraget Ånan börjar sin lopp från sjön Vatebosjön. Området med Vatebo, Andersbo, Bodarne och Grossbo i Ånans dalgång kallas Vatebogränden.